# Обирский диалект

Ареал обирского диалекта (обозначен тёмно-красным цветом) на карте распространения диалектов словенского языка

Обирский диале́кт (словен. obirsko narečje, obirščina) — один из диалектов каринтийской группы, распространённый в южных районах Австрии на границе со Словенией.

## Область распространения
Основная часть области распространения обирского диалекта размещена в Австрии на территории федеральной земли Каринтия, она охватывает юго-западную часть коммуны Айзенкаппель-Феллах (Železna Kapla-Bela), в бассейнах рек Бела и Обирски-Поток. Отчасти говоры обирского диалекта распространены в Словении — в общине Езерско, расположенной на границе с Австрией.
С севера, запада и востока область распространения обирского диалекта граничит с ареалами каринтийской группы: на западе и северо-западе — с ареалом рожанского диалекта, на северо-востоке — с ареалом подъюнского диалекта и на востоке — с ареалом межицкого диалекта. На юго-западе к обирскому ареалу примыкает ареал гореньского диалекта гореньской группы, на юго-востоке — ареал солчавских говоров верхнесавиньского диалекта штирийской группы.

## Диалектные особенности
Для обирского диалекта характерны следующие языковые особенности:
1. Наличие увулярных χ и q на месте заднеязычных x и k соответственно.
2. Узкое произношение рефлексов праславянских носовых гласных, как и в гореньских диалектах.
3. Наличие рефлексов долгого ə типа dien и u̯až.
4. Различия в континуантах старого и нового акутов в кратких слогах.
5. Перенос ударения с долгого циркумфлекса влево на один слог: vèčer < večẹ̑r (литер. словен. večêr).